# Matt Sterling
Pour les articles homonymes, voir Sterling.
Matt Sterling est un réalisateur américain de films pornographiques gay.

## Biographie
On lui attribue la réalisation de The Other Side of Aspen, sous le nom de Bill Clayton, un pseudonyme utilisé aussi par d'autres réalisateurs.
Mort le 6 décembre 2006 à Los Angeles, il avait sa propre maison de production, Huge Video.

## Filmographie
- 1982 : Biker's Liberty
- 1982 : Huge
- 1983 : A Matter of Size, avec Bill Henson
- 1983 : The New Breed
- 1984 : Sizing Up
- 1984 : The Bigger, the Better, avec Rick Donovan
- 1984 : Ramcharger, avec Bob Bishop, Scott O'Hara (Jocks Video)
- 1985 : Inch by Inch, avec Tom Brock, Jim Pulver (Falcon Studios)
- 1986 : Bigger Than Life, avec Jeff Stryker, Jim Pulver et Kevin Wiles (Falcon Studios)
- 1987 : Stryker Force, avec Jeff Stryker, Jim Pulver, Kevin Williams (Falcon Studios)
- 1988 : Two Handfulls
- 1989 : Big and Thick, avec Michael Henson, Drake Horton, Rick Donovan (compilation)
- 1989 : Heat in the Night
- 1990 : Idol Eyes, avec Ryan Idol et Joey Stefano
- 1994 : All American
- 1995 : Tearoom Cruisin', avec Kristen Bjorn (Falcon Entertainment)
- 1996 : Tradewinds
- 1998 : Back For More
- 1998 : Fresh, tourné en Hongrie
- 1998 : Raging River : The Ultimate Rush
- 1999 : Endless Heat
- 1999 : Mansized
- 1999 : Uncut
- 2000 : Awesome, tourné en Hongrie
- 2000 : Every Last Inch, tourné en Hongrie
- 2000 : This Is Huge
- 2005 : A Matter of Size 2

## Récompenses et distinctions
- AVN Awards 1987 : nommé à l'AVN Award du meilleur réalisateur d'une vidéo gay pour Bigger Than Life[4]
- GayVN Awards 1995 : Hall of Fame